# Терское (Алтайский край)
Терское (вариант названия Терск) — упразднённое село в Троицком районе Алтайского края. Входило в состав Новоеловского сельсовета. Упразднено в 1982 г.

## География
Село располагалось на правом берегу реки Ельцовка, в 6 км к востоку от села Новоеловка.

## История
Основано в 1874 году. В 1926 году деревня Терская состояла из 200 хозяйств, действовала школа I ступени. В административном отношении являлось центром Терского сельсовета Больше-Реченского района Бийского округа Сибирского края.
Решением Троицкого райисполкома от 19.11.1982 г. № 182 село Терское исключено из учётных данных.

## Население
По переписи 1926 г. в деревне проживало 1141 человек, в том числе 562 мужчины и 579 женщин. Национальный состав — русские.